# Zlatko Lagumdžija
Zlatko Lagumdžija (Sarajevo, 26 de diciembre de 1955) es un político bosniaco, presidente del Partido Socialdemócrata de Bosnia y Herzegovina. Su punto de vista político es moderado y antinacionalista. Es miembro del Parlamento de su país, en la Cámara de Representantes.
Lagumdžija obtuvo su diploma de escuela media como parte del Programa de Entendimiento de intercambio de jóvenes en Allen Park, Míchigan en 1973. Posteriormente se educó en la Universidad de Sarajevo, donde obtuvo un B.Sc en 1977, un M.Sc en 1981 y un doctorado en 1988 en el campo de la Informática e Ingeniería eléctrica. En 1989, como participante del Programa Fulbright, realizando una investigación postdoctoral en la Universidad de Arizona en el Departamento de Sistemas de Información y Gestión del Center for the Management of Information. También es profesor en la Universidad de Sarajevo.

## Privado
Lagumdžija está casado con Amina, y tiene tres hijos, Dina, Zlatko-Salko, y Asja-Zara. Su padre Salko (1921-1973) fue alcalde de Sarajevo 1965-1967.